# Sathya Sai Baba
Sathya Sai Baba (Telugu సత్య సాయిబాబా), (23. studenog 1926. – 24. travnja 2011.), rođen kao Sathyanarayana Raju, bio je indijski guru, religijska figura i učitelj. Sljedbenici ga opisuju kao avatara, duhovnog učitelja i čudotvorca. On sam je izjavio da je reinkarnacija sveca Sai Babe od Shirdija te je često detaljno opisivao život potonjeg. Također je u mladosti bio pjesnik, pjevač i pisac.
Sathya Sai organizacija procjenjuje da postoji 1200 Sathya Sai Baba centara u 114 država diljem svijeta. Procjene o broju sljedbenika Sai Babe kreću se od, pa i do 50 i 100 millijuna.

## Biografija

### Djetinjstvo
Sathyanarayana Raju rodio se u zabačenom selu Puttaparthi, država Andhra Pradesh, Indija, a roditelji su mu bili Eswaramma i Peddavenkama Raju (obiteljskim imenom "Ratnakaram"). U prepričavanja svojeg djetinjstva, Sai Baba je govorio:"Prirodno je plakati za bilo koje dijete kada se rodi. No, ovo dijete nije plakalo...na Easwarammino je krajnje iznenađenje dijete bilo nasmijano. Svatko je bio znatiželjan da vidi novorođenu nasmijanu bebu." On je dobio ime Sathyanarayana ("Sathya" je sanskrt za istinu a "Narayana" je naziv za Višnua). Majka Easwaramma je obavljala obred Sathyanarayana Vratam svaki puni mjesec
Easwaramma je opisala da je Sathyanarayana začet bezgrešnim začećem. Ona je jednom prilikom rekla:"Sathya Narayana Deva mi se pojavila u snu te me upozorila da se ne bi trebala bojati ako mi se nešto dogodi kroz volju Božju. To jutro, kad sam otišla po vodu, velika lopta plave svjetlosti me pogodila i onesvjestila, tako da sam pala. Osjetila sam da ulazi u mene". Sathya Sai Baba je to potvrdio 2003.
Narayana Kasturi u svojoj biografiji o Sai Babi piše: "Dana 24. studenog 1926., Sri Aurobindo Ghosh izašao je iz meditativnog transa i izjavio da „je Krišna sišao u fizičko". Na dan prije ove najava, 23. studenoga 1926, avatar Sai Baba se rodio". Mnogi smatraju da je Sri Aurobindo najavio slavnog Sathya Sai Avatara. Sathya Sai Baba se osvrnuo na tu legendu 1999. kada je izjavio: "24. studenog 1926., Aurobindo je prekinuo svoj zavjet šutnje i izjavio da se Bog utjelovio prethodnog dana. Nakon provedbe ove značajne objave, nastavio je sa svojim zavjetom šutnje."
Sathyanarayana je već kao dijete bio potpuno nesklon ne-vegetarijanskoj hrani. On se ne bi ni usudio posjetiti kuće u kojima se kuhala ne-vegetarijanska hrana. Držao se podalje od mjesta gdje su ubijali svinje, ovce, goveda, kokoši ili ih mučili, gdje su bili zatočeni ili gdje su lovili ribe." Prema Sathya Sai Babi, "dijete je odraslo u plemenitom okruženju."
"Dok je još imao tri-četiri godine, kad god bi se neki prosjak pojavio na vratima i molio za pomoć, Sathya je napustio igru i požurio unutra kako bi uvjerio svoje sestre, Venkamma i Parvathamma, da dadnu nešto žita ili hrane." 
"Dijete je postao ljubimac cijelog sela Puttaparthi." kaže Kasturi. Njegovi prijatelji su ga zvali "Guru", a susjedi su ga zvali i „Brahmajnani“ jer je "uvijek utješio prijatelje u nevolji i nikada se nije ljutio ili bio umoran". Učitelj iz Sathyanarayna, Šri V.C. Kondappa, prisjeća se vremena dok je on bio njegov učenik i izvodio čarobne trikove, poput kada je izvadio slatkiše, igračke, cvijeće, voće, gumice i olovke iz prazne vreće, te govorio dam mu je „anđeo“ dao što god je zaželio.

Bio je posebno talentiran za glazbu, poeziju i glumu. Čak je i pisao pjesme za seosku operu u dobi od osam godina. Kada je imao deset godina, osnovao je Sathya Puttaparthi Pandhari Bhajan skupinu za predstavljanje pjesme ljubavi i odanosti prema Bogu. Sathya Sai Baba je znao i dalje prepričavati neke od tih molitava i 50 godina kasnije.
Na iskren zahtjev svog djeda, Kondama Raju, Sathyam je otišao živjeti s njim na neko vrijeme, pomažući mu u kućnim dužnostima (kuhanje, čišćenje itd.). Dok je još bio u školi, Sathyam je katkad podučavao djecu i lokalne seljane kako čitati i pisati.

### 1940-te i 1950-te
Dana 8. ožujka 1940., Sathya je ubo "veliki crni škorpion." "On je pao u nesvijest i ostao nepomičan. Nije govorio i njegovo disanje je oslabilo." Odmah je dobio medicinsku pomoć i sljedećeg jutra doktor je rekao da je "izvan opasnosti." U idućih nekoliko dana je bilo vidljivih promjena u Sathyovom ponašanju.  Nije htio prihvatiti nikakvu hranu, većinom je bio u tišini a ponekad je dugo recitirao Sanskrt stihove i filozofske mudrosti drevne Indije." Doktori su vjerovali da je to dio histerije, ali simptomi smijeha, plača, rječitosti i tišine su se nastavili."
Nakon tjedan dana, Sathya je prebačen natrag u svoj dom u Puttaparthi. "Roditelji su bili tužni", kaže Kasturi, "i gledali njegovo ponašanje sa strahom." Odnijeli su ga mnogim svećenicima, doktorima i egzorcistima. Sai Baba se jednom prilikom prisjetio tog razdoblja: "Ja sam podnosio sve to mučenje bez prigovaranja." 
"Godine 1940., u dobi od četrnaest godina, on je objavio da je reinkarnacija Sai Babe iz Shirdija - sveca koji je postao poznat krajem devetnaestog i početkom dvadesetog stoljeća." Sai je perzijska riječ koja znači "Sveti", a Baba je Hinduski naziv od milja za oca. Od tada, mnogi su bili skeptični da je on reinkarnacija Shirdi Sai Babe. Arnold Schulman u svojoj knjizi "Baba" je napisao: "Ne postoji evidencija o broju ljudi koji su ga upoznali i otišli razočarani, ali je bilo hrpa skeptika koji su se preobratili" Članovi obitelji i susjedi, međutim, nisu bili uvjereni. Oni su prišli mladom Sathyi i govorili: "Ako si Sai Baba, daj nam neki dokaz." "Daj mi ono cvijeće Jasmin", rekao je mladi Sathya. Nakon što su mu ga dali, on je cvijeće bacio na pod. Cvijeće se, prema izjavama prisutnih, "samo od sebe preuredilo u slova koja su oblikovala ime „Sai Baba“ u Telugu.“
U listopadu 1940., Sathya je pratio Sehsu i njegovu suprugu u Hampi. Zamolili su ga da im pripazi na prtljagu dok su oni u hramu Šive. "On je sjedio ondje s prtljagom, dok su mu brat i njegova supruga ušli u hram. No unutra nisu vidjeli idol Virupaksha nego Sathyu! Tada je Seshama Raju rekao: "Gle, Sathya je ovdje! Tko onda pazi na prtljagu?" On je izašao van i vidio Sathyu sa prtljagom! Kada se ponovno vratio u hram, vidio da je Sathya i ondje." Općinski predsjednik je također bio svjedok tom fenomenu.   
Izjavivši da nema ovozemaljskog odnosa s nikim, ("Ne pripadam vama; Maya (iluzija) je nestala; Moji sljedbenici me zovu, imam svoj rad.") Sathya Sai Baba "je potrčao prema kući jednog Anjaneyulua. Ispred njegove kuće bilo je mali kamen. Sathya Sai Baba je sjeo na njega." Sathya Sai Baba se prisjeća da ga je brat tjerao da se vrati kući, ali on nije htio" Tijekom ta tri dana, Sathya Sai Baba je ostao s Anjaneyuluom, jeo njegovu hranu i ostao na kamenu. Kada su ga fotografirali, na slici se pojavio ispred Swamija. Zbog toga, Anjaneyulu mu je dao naziv „Sai Baba“ koji je ostao. Nakon puno nagovaranja, ipak je prihvatio vratiti se u Puttaparthi.  
Polako su se počeli skupljati sljedbenici oko njega. Narayana Kasturi se prisjeća da je "postavljena koliba za sljedbenike koja je bila proširena kako su mjeseci prolazili. Šatori su također postavljeni, a neki sljedbenici koji su došli iz Bangalorea i Anantapura razapeli su svoje vlastite šatore." Budući da je Sai Baba inzistirao da se svi sljedbenici nahrane, velike dvorane za blagovaone su postali neophodni". Subbamma se brinuo o hodočasnicima godinama, sve dok nije tamo izgrađen stari hram (mandir)."
Godine 1944. izgrađen je hram za sljedbenike Sai Babe u blizini sela. Gradnja Prashanthi Nilayama, trenutnog Ashrama, je započeta 1948. Prasanthi Nilayam inauguriran je na 23. studenog, 1950., na dvadeset četvrti rođendan Sai Babe. Bilo je potrebno oko dvije godine za izgradnju. Puttaparthi je prošao kroz velike promjene. Transformiran je iz malog sela u centar za hodočašće. Otvoreno je i sveučilište s tri kampusa i dvije posebne bolnice koje se skrbe o potrebama siromaha besplatno.
U to vrijeme, bila su dva pokušaja da se Sai Babi oduzme život. On je govorio o tome 2003.: "Oni koji su bili protiv Subbamme zbog zakona kaste odlučili su me se riješiti otrovom. Bio sam jako volio Vadas (indijsku delikatesu) u one dane. Dakle, ti ljudi napravili Vadas i stavili otrov u nju... Posjetio sam ovu kuću, uzeo Vadas koji su bili otrovani i pojeo ih bez oklijevanja. Moje tijelo je odjednom poplavilo Još jedan pokušaj takve vrste dogodio se kada su neki od njih zapalili moju improviziranu kuću....Odjednom, bio je prolom oblaka koji je ugasio vatru u kući. Mirno sam spavao i bio potpuno neozlijeđen."

### 1960-te i 1970-te
1960., Sathya Sai Baba je izjavio da će biti u ovom smrtnom ljudskom obliku još 59 godina (dakle, do 2019.) 1963., Sathya Sai Baba je pretrpio moždani udar i četiri teška srčana udara. 29. lipnja je iznenada ostao bez svijesti. Nakon što je malo došao k sebi, odbio je sve predložene zdravstvene pomoći i tijekom sljedećih pet dana doživio četiri teška srčana udara. Na kraju tih pet dana, njegova lijeva strane ostala je paralizirana, a vid na njegovom lijevom oku i njegov govor su također teško pogođeni. Dva dana kasnije, njegova lijeva strana bila je još paralizirana i njegov govor je bio oronuo, jedva razumljiv. Guru Poornima proslave su tada započele, i uz pomoć nekoliko učenika, on je praktički morao biti nošen do podija. Nakon nekoliko minuta, on zatražio je vodu. Popio je gutljaj (uz pomoć sljedbenika), a potom je poškropio s nekoliko kapi svoju paraliziranu lijevu ruku i nogu. Potom je, s obje ruke, počeo masirati lijevu nogu. "U sekundi, Swamijeva noga, oko i cijela lijeva strane tijela je postala normalna," i sljedeći sat je održao govor za Guru Poornima. Bilo je to vrijeme govora koji je donio poruku o svojoj budućoj inkarnacija kao Prema Sai Baba. Te noći je jeo svoj normalni obrok, a sljedećih dana vratilo mu se zdravlje.
Izjavio je da je reinkarnacija Šive i Šakte. Javno je 1976. ponovio tvrdnju da je druga od tri inkarnacije. Babina biografiji navodi da će Prema Sai Baba biti rođen u Mysore državi.
Sathya Sai Baba je izjavio da su „sve tri Sai Babe stigle i da će biti uložene u ukupnosti kozmičke moći kako bi spasili dharmu (pravednost) od anti-dharme“. U intervjuu 1976. za Blitz Magazine, Sai Babu je Šri RK Karanjia (viši urednik Blitz Magazinea) upitao zašto se utjelovio. Sathya Sai Baba je odgovorio: "Zato što je to jedini način se Bog utjelovi unutar čovjeka. Dakle, u mojem sadašnjem Avataru, došao sam naoružan puninom moći bezobličnog Boga kako bi se ispravilo čovječanstvo, podiglo stanje ljudske svijesti i vratilo ljude natrag na pravi put istine, pravednosti, mira i ljubavi za božanstvo".
29. lipnja 1968., Sathya Sai Baba je napravio svoje prvo, i jedino, putovanje u inozemstvo. Nakon što mu putovnicu pripremili šest tjedna ranije, Sathya Sai Baba je iz Mumbaija krenuo za Keniju u avionu. Jednom u Keniji, autom je nastavio put do grada Kampala, glavnog grada susjedne Ugande. Narayana Kasturi piše: "Baba nam je rekao, "ja ne trebam vidjeti sva ta mjesta. Ja sam svugdje, uvijek! Vi se možete voziti uokolo. Ja imam svoj posao, posao za koji sam došao." Za vrijeme njegova boravka, obratio se okupljenoj gomili: "Došao sam da upalim svjetiljku ljubavi u vašim srcima, da se pobrinem da sjaji iz dana u dan s dodatnim sjajem. Ne dolazim u ime bilo koje religije.Nisam došao na misiju publicitet niti sam došao skupljati sljedbenike za sebe... Došao sam vam reći o ovoj sveobuhvatnoj vjeri, tom duhovnom načelu, tom putu ljubavi, toj vrlini ljubavi, toj dužnost ljubavi, toj obvezi ljubavi." 
Dana 14. srpnja 1968., Sathya Sai Baba je ušao u avion i vratio se natrag u Mumbai, Indija.

### 1980-te i nadalje
20. kolovoza 1988., Sathya Sai Baba pokliznuo se u svojoj kupaonici. O incidentu je rekao: "U subotu ujutro sam se poskliznuo na komadić sapuna u kupaonicu i pao na leđa. Ozljede koje sam pretrpio bile su prirodna posljedica pada ..." Rendgensko snimanje pokazalo je da je zadobio prijelom kuka. Šest dana kasnije dao je diskurs i osvrnuo se na tu temu. Dana 4. lipnja 2003., Sathya Sai Baba pretrpio je još jedan pad i slomio kuk i bedrenu kost. Odvezen je u bolnicu na operaciju, gdje je dobio anesteziju, ali navodno nije zaspao te je razgovarao s kirurgom tijekom cijele operacije. Nakon toga, bio je u stanju hodati nakon tri dana.
U 2006., dogodio se treći incident. Sathya Sai Baba prenosi da je jedan student nespretno pao sa stolice na njega te mu ponovno slomio kuk. Od tada se prevozi u pokretnoj stolici u autu.
Od 2005., Sathya Sai Baba koristi invalidska kolica, a njegov nedostatak zdravlje prisilio ga je da ima sve manje javnih nastupa.
Sathya Sai Baba sam kaže, "Ja sam izvan dosega najintenzivnijeg upita i najpedantnijeg mjerila. Samo oni koji su prepoznali moju ljubav i iskusili tu ljubav mogu tvrditi da su dobili uvid u moju stvarnost. Ne pokušavajte me znati kroz vanjski oči.“

## Uvjerenja
Glavna uvjerenja Sai Babe su:
- Ljubav prema svim bićima.
- Socijalna pomoć siromašnima, bijednima i gladnima. Služiti čovjeku jednako služiti Bogu.
- Držati vlastite želje pod mjerom i kontrolom. Inače čovjek zaboravi na najvišu svijest (Paratattva). Želje mogu postati zatvorska ćelija.
- Svijet je iluzija (Maya), samo je Bog stvaran.
- Unutrašnje ja: svaki čovjek je zapravo božanska svijest (Atman) koje kroz individualni proces ima svoj "osobni" razvoj.
- Meditacija
- Prihvaćanje svih religija
- Pacifizam, tj. otpor svakom nasilju
- "Pomogni uvijek, ne ozljedi nikada"

Također se preporuča vegetarijanstvo i odbacivanje alkohola, cigareta i droga.

## Čuda
U nekim knjigama, časopisima, snimiljenim intervjuima i člancima, sljedbenici Sai Babe izvještavaju o raznim  čudima koja se pripisuju njemu. Potvrđeno je da su se objekti pojavili spontano u svezi sa slikama i oltarima Sai Babe.U mnogo slučajeva, primjećeno je da je materijalizirao vibuthi (sveti pepeo), a ponekad i hranu i male predmete kao što su prstenje, ogrlice i satove.
U domovima poklonika, po raznim dijelovima svijeta, vibuthi, kumkum, prah, sveta voda, kipovi božanstava (od zlata), slatkiši, voće, ljekovito bilje, amrita ( mirisni med sličan nektaru), dragulji, obojene vrpce, natpisi u pepelu i razne druge tvari spontano su se materijalizirane po zidovima, namještaju, slikama i oltarima Sai Babae.
Čuda koja se pripisuju Sai Babi uključuju levitaciju (i u zatvorenom i u otvorenom prostoru), bilokaciju, nestanke, transformiranja granita u slatkiše, mijenjanja vode u drugo piće, mijenjanja vode u benzin, proizvodnja predmeta na zahtjev, promjena boje svojih haljina u drugu boju dok ih je nosio, udvostručenje hrane, iscjeljenja, vizije, snove, tjeranje da se različito voće pojavi na bilo kojem stablu, kontroliranje vremena, fizičko pretvaranje u razna božanstava i fizičko isijavanje.Mnogi ljudi bili su svjedoci kada je Sai Baba materijalizirao mnoge tvari iz svoje ruke, kao što su vibuthi, izgubljeni predmeti, skulpture, fotografije, indijske kolače (i tople i hladne), voće izvan sezone, nove novčanice, privjeske, ogrlice, satove i prstenje.
Dr. Erlendur Haraldsson je napisao da je najveći materijalizirani predmet koji je vidio bila jedna mangalsutra ogrlica, dugačka 80 cm, tj. 40 cm na svakoj strani. Haraldsson je napisao da neka čuda koja se pripisuju Sai Babi nalikuju onima opisanima u Novom zavjetu, ali s nekim razlikama. Prema Haraldssonu, iako iscjeljenja svakako igraju veliku ulogu u ugledu gurua, njegov je dojam da ozdravljenja ipak ne igraju tako istaknutu ulogu u aktivnostima Sai Babe kao što je to bio slučaj kod Isusa.
Sai Baba je objasnio da je fenomen manifestacije čin božanskog stvaranja. U diskursu iz 1974., on je izjavio: "Optičko osjetilo ne može vizualizirati istinu. Ono daje samo lažne i maglovite informacije. Na primjer, postoje mnogi koji prate moje aktivnosti i koji su počeli izjavljivati da je moja priroda takva i takva."Kritičari pak tvrde da su te materijalizacije zapravo trikovi te sumnjaju u njegove tvrdnje da je izvodio čuda i druge paranormalne podvige.  U travnju 1976., dr. H. Narasimhaiah, fizičar, racionalist i prorektor sveučilišta Bangalore, osnovao je i predsjedavao je posebnim odborom kako bi "racionalno i znanstveno istražio čudesa i druga praznovjerja". Haraldsson je prenio da je Narasimhaiah polsao Sai Babi pristojno pismo i još daljnja dva pisma koja su naknadno široko publicirana, a u kojima je javno izazvao Babu da izvede svoja čuda pod kontroliranim uvjetima. Sai Baba je rekao da je ignorirao Narasimhaiaha jer je osjećao da je njegov pristup bio neispravan. Guru je nadalje rekao je o Narasimhaiahovom odboru: "Znanost se mora ograničiti samo na stvari koje pripadaju ljudskim osjetilima, dok duhovnost nadilazi osjetila. Ako želite razumjeti prirodu duhovne snage, možete to učiniti samo preko puta duhovnosti, a ne preko znanosti. Znanost je uspjela rasplesti tek dio kozmičkog fenomena..."Prema Haraldssonu, formalni izazov iz odbora završio je neslavno jer je negativni stav odbora bio razvidan, a možda i zbog fame koja se stvorila oko toga. Narasimhaiah je izjavio da je smatrao činjenicu da Sai Baba ignorira njegova pisama kao jednu od nekoliko naznake da su njegova čudesa lažna. Kao rezultat ove epizode, javna rasprava s rasplamsala nekoliko mjeseci po indijskim novinama. Narasimhaiahov odbor je raspušten u kolovozu 1977.
Sai Baba sam kaže o čudima: "Oni koji tvrde da su me razumjeli, učenjaci, jogiji, stručnjaci, jnanisi, svi su zapravo svjesni samo najmanje važne, povremene vanjske manifestacije od beskonačnog dijela te moći, naime, "čuda"! Ovo je slučaj u svim povijesnim razdobljima. Ljudi mogu biti vrlo blizu (fizički) Avatharu, ali oni žive svoje živote a da nisu svjesni svojeg bogatstva, oni precjenjuju ulogu čuda, koja su jednako trivijalna, u usporedbi s mojom slavom i veličanstvom, poput komarca u usporedbi s veličinom i snagom slona koji ga zgnječi. Stoga, kada se govori o tim "čuda," ja se smijem u sebi iz samilosti jer vi sebi dopuštate tako lako da izgubite dragocjenu svijest moje stvarnosti."

## Citati
- "Postoji samo jedna religija - religija ljubavi. Postoji samo jedan jezik - jezik srca. Postoji samo jedna rasa - rasa čovječanstva. Postoji samo jedan Bog - i On je sveprisutan".
- "Bog jednako čovjek minus ego".
- "Naš um stvara ropstvo i da, naš um stvara oslobođenje".
- "Ruke koje pomažu svetije su od usana koje mole".
- "Započnite dan s ljubavlju. Ispunite dan s ljubavlju. Provedite dan s ljubavlju. I završite dan s ljubavlju, jer to je put do Boga".[35]
- "Voli sve, služi svima"

## Vanjske poveznice
- Međunarodna Sai Organizacija
- Eseji Sai Babe
- BBC-jev dokumentarac o Sai Babi  Arhivirana inačica izvorne stranice od 11. prosinca 2009. (Wayback Machine)